# Phalangeridae
Los falangéridos (Phalangeridae) son una familia de marsupiales nocturnos nativos de Australia y Nueva Guinea, que incluye los cuscuses (Ailurops, Phalanger, Spilocuscus y Strigocuscus), los pósum cola de cepillo y el ilangnalia. Viven en los árboles y su hábitat son los bosques de eucaliptos y las selvas.

## Clasificación
La familia Phalangeridae incluye dos subfamilias, seis géneros y 28 especies.
- Subfamilia Ailuropinae
  - Género Ailurops
    - Ailurops melanotis
    - Ailurops ursinus
- Subfamilia Phalangerinae
  - Tribu Phalangerini
    - Género Phalanger
      - Phalanger alexandrae
      - Phalanger carmelitae
      - Phalanger gymnotis
      - Phalanger intercastellanus
      - Phalanger lullulae
      - Phalanger matabiru
      - Phalanger matanim
      - Phalanger mimicus
      - Phalanger orientalis
      - Phalanger ornatus
      - Phalanger rothsschildi
      - Phalanger sericeus
      - Phalanger vestitus

    - Género Spilocuscus
      - Spilocuscus kraemeri
      - Spilocuscus maculatus
      - Spilocuscus papuensis
      - Spilocuscus rufoniger
      - Spilocuscus wilsoni

  - Tribu Trichosurini
    - Género Strigocuscus
      - Strigocuscus celebensis
      - Strigocuscus pelegensis

    - Género Trichosurus
      - Trichosurus arnhemensis
      - Trichosurus caninus
      - Trichosurus cunninghami
      - Trichosurus johnstonii
      - Trichosurus vulpecula

    - Género Wyulda
      - Wyulda squamicaudata